# Beatles-Denkmal (Liverpool)

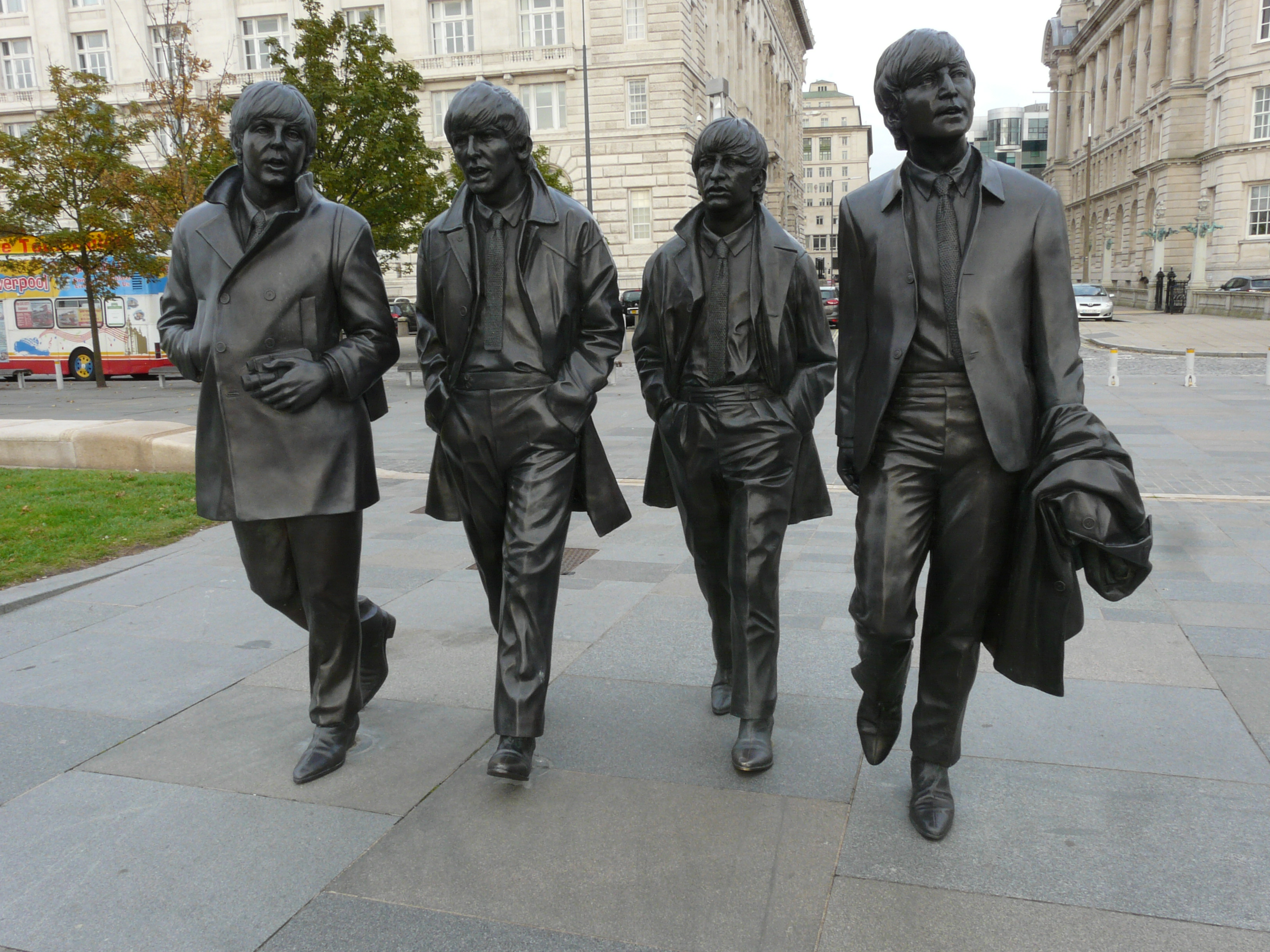
Beatles-Skulpturengruppe in Liverpool

Die The-Beatles-Skulpturengruppe ist eine 2015 von dem Bildhauer Andy Edwards geschaffene Bronzefigurengruppe, die die unter dem Namen The Beatles auftretenden Rockmusiker George Harrison, John Lennon, Paul McCartney und Ringo Starr darstellt. Die Skulpturengruppe befindet sich in Pier Head, einem Hafenviertel ihrer Heimatstadt Liverpool.

## Geschichte
Die Idee für eine Skulpturengruppe der Beatles wurde von dem Direktor der Castle Fine Art Foundry Ltd.  erdacht. Mit der künstlerischen Gestaltung wurde der britische Bildhauer Andy Edwards betraut. Die Skulpturengruppe wurde vom Cavern Club an die Stadt gespendet und fiel mit dem 50-jährigen Jubiläum des letzten Konzerts der Beatles in ihrer Heimatstadt zusammen. John Lennons Schwester Julia Baird sowie die stellvertretende Bürgermeisterin von Liverpool Ann O’Byrne enthüllten die The-Beatles-Skulpturengruppe am 4. Dezember 2015.

## Beschreibung
Die etwa lebensgroßen, aus Bronze hergestellte Figuren der Beatles haben ein Gewicht von ca. 1,2 Tonnen. Das Kunstwerk zeigt die vier Musiker, wie sie eine Straße entlang gehen. Die Reihenfolge von links nach rechts ist: Paul McCartney, George Harrison, Ringo Starr, John Lennon. Die Beatles sind relativ elegant gekleidet und tragen alle eine Krawatte. John Lennon hält einen Mantel in der linken Hand. Seine drei Kollegen tragen ihre Mäntel über dem Anzug. Der Mantel ist bei Paul McCartney geschlossen, bei George Harrison und Ringo Starr offen. McCartneys rechte Hand steckt in der Manteltasche, in der linken Hand hält er eine Kamera. Harrison und Starr haben jeweils beide Hände in die Hosentaschen gesteckt. Vor der Skulpturengruppe ist eine Platte mit der Inschrift „The Beatles/Last played at the Empire Theatre on/December 5th 1965/They are synonymous with this city/A tribute on behalf of fans worldwide/Funded by the Cavern Club/Artist: Andy Edwards/December 2015/Bronze“ im Boden eingelassen.

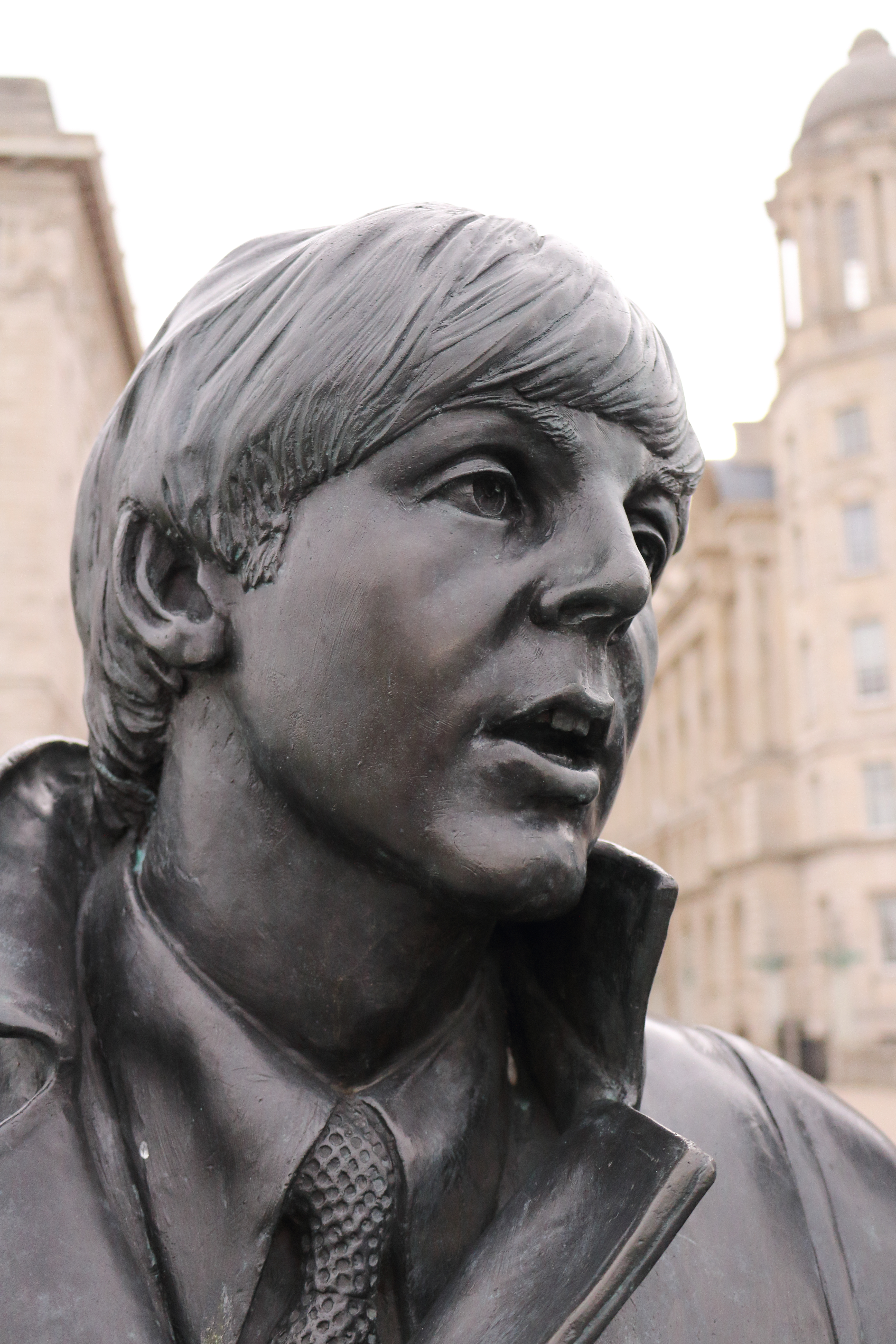
Kopfdetail Paul McCartney
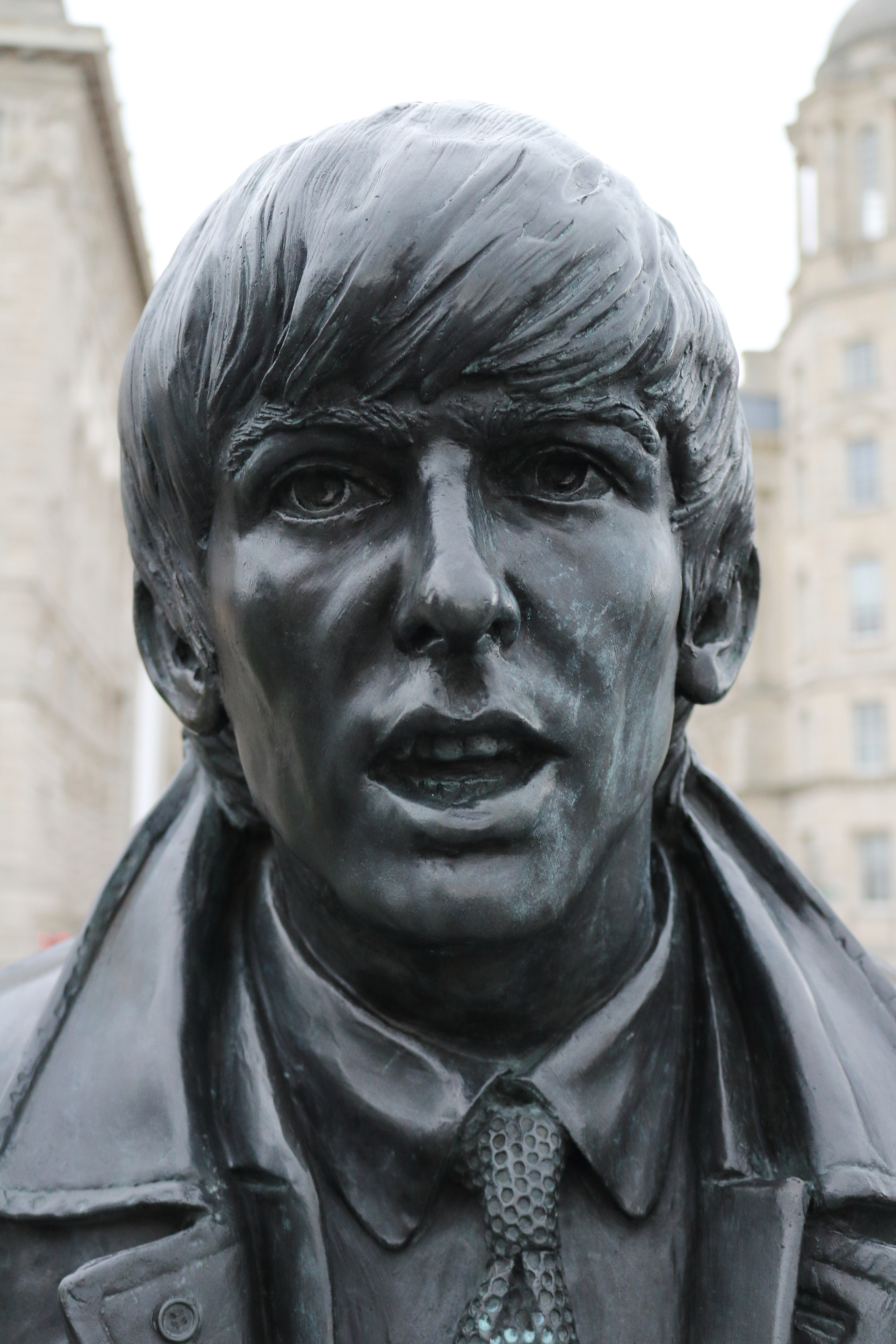
Kopfdetail George Harrison
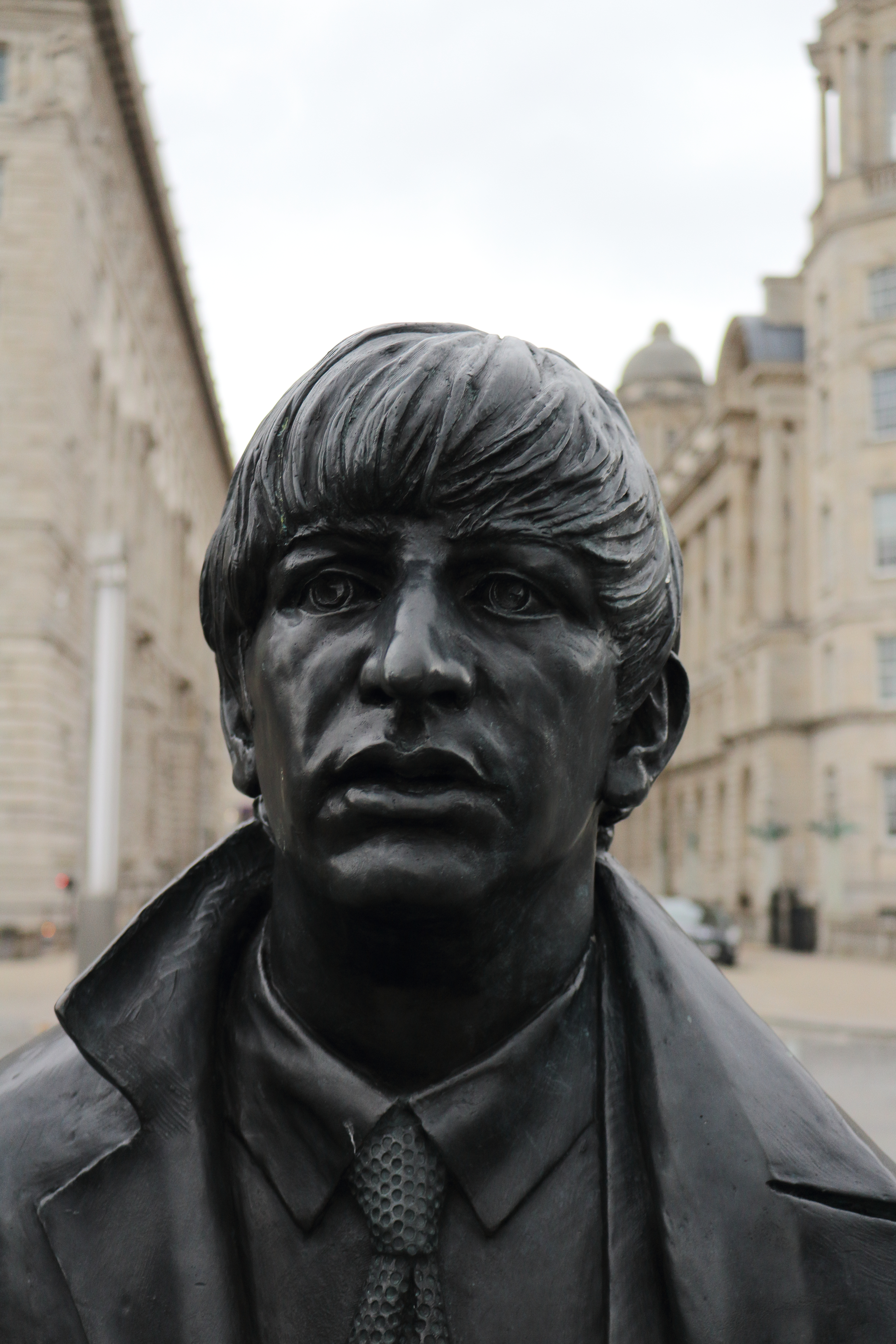
Kopfdetail Ringo Starr
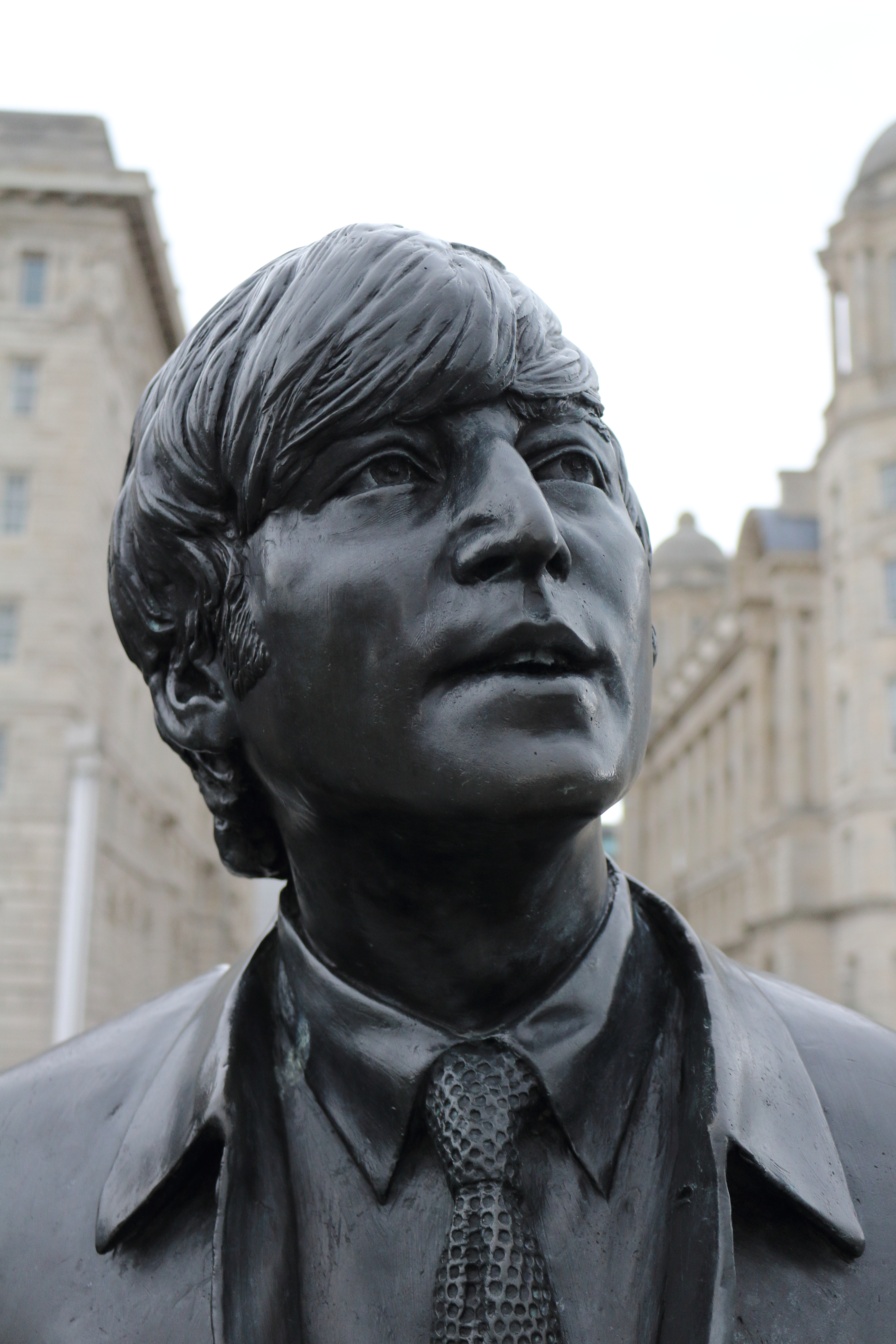
Kopfdetail John Lennon